# الجدافر (حورة)

تعديل مصدري - تعديل

الجدافر هي إحدى قرى عزلة حوره بمديرية حورة التابعة لمحافظة حضرموت، بلغ تعداد سكانها 90 نسمة حسب تعداد اليمن لعام 2004.